# Рудоок плямистий
Рудоо́к плямистий (Phlegopsis nigromaculata) — вид горобцеподібних птахів родини сорокушових (Thamnophilidae). Мешкає в Амазонії.

## Опис
Довжина птаха становить 16,5—17,5, вага 42—51 г. Голова, шия і нижня частина тіла чорні, боки і гузка коричнюваті. Верхня частина тіла оливково-коричнева, поцяткована великими краплеподібними чорними плямами з широкими охристими краями. Навколо очей великі плями голої яскраво-червоної шкіри.

## Підвиди
Виділяють чотири підвиди:
- P. n. nigromaculata (d'Orbigny & Lafresnaye, 1837) — південь Центральної Колумбії, північний схід Еквадору (на північ від Напо), схід Перу, південний захід Бразильської Амазонії (на схід до Мадейри) і північно-східна частина Болівії;
- P. n. bowmani Ridgway, 1888 — південь центральної частини Бразильської Амазонії (від Мадейри на схід до Шінгу, південної Рондонії, західного і північного Мату-Гросу) і крайній північний схід Болівії (північний Санта-Крус);
- P. n. confinis Zimmer, JT, 1932 — схід центральної частини Бразильської Амазонії (від Шінгу до Токантінса і Арагуаї);
- P. n. paraensis Hellmayr, 1904 — схід Бразилії (на південь від Амапи, на захід від острова Маражо, і, на південь від Амазонки, від річки Токантінс на схід до Західного Мараньяна).

## Поширення і екологія
Плямисті рудооки мешкають у Колумбії, Еквадорі, Перу, Болівії та Бразилії. Вони живуть у підліску вологих рівнинних і заболочених тропічних лісів, на заході ареалу переважно у варзейських лісах (тропічних лісах у заплавах Амазонки та її приток), а на сході ареалу — в більш сухих лісах «терра-фірме». Зустрічаються на висоті до 900 м над рівнем моря. Живляться комахами, слідкують за переміщенням кочових мурах.